# 田川英明
田川 英明（たがわ ひであき、1938年2月28日- ）は、日本の経営者。安田倉庫社長、会長を務めた。

## 来歴・人物
長崎県出身。1961年に早稲田大学第一法学部を卒業し、同年に安田倉庫に入社した。1984年2月に取締役に就任し、1986年4月に常務、1991年12月に専務を経て、1995年6月に社長に就任。2002年6月に会長に就任し、2008年6月には相談役に就任。
2008年4月に旭日小綬章を受章